# The Sunday Times (Südafrika)
The Sunday Times ist eine englischsprachige Wochenzeitung in Südafrika, die landesweit vertrieben wird. The Sunday Times erreicht mit einer Auflage von etwa 500.000 Exemplaren rund 3,5 Millionen Leser und ist damit die größte Wochenzeitung Südafrikas. Die Zeitung wurde 1906 gegründet, Herausgeber ist Mondli Makhanya. Ableger sind die Tageszeitung The Times, die an Abonnenten der Sunday Times kostenlos ausgeliefert wird, und die Website Times Live.
Die Zeitungen gehören zur Tiso-Blackstar-Gruppe (ehemals Times Media Group, davor Johnnic Communications Limited), dem größten Medienkonzern im südlichen Afrika, mit rund 3.800 Mitarbeitern und einem Umsatz von rund 450 Millionen Euro. Der Konzern ist an der JSE-Börse notiert.
Im August 2010 wurde mit Mzilikazi wa Afrika einer der bekanntesten Journalisten der Sunday Times unter dem Vorwurf des „Betrugs“ und „Behinderung der Justiz“ von Mitgliedern einer Sondereinheit der Polizei verhaftet. Der Fall wurde von internationalen Beobachtern als Versuch der südafrikanischen Regierung gewertet, Pressemitarbeiter allgemein einzuschüchtern.
2015 wurde Tertius Myburgh beschuldigt, in seiner Zeit als Herausgeber von 1975 bis 1990 – bezahlt vom South African Bureau for State Security – für das Apartheidregime gearbeitet zu haben.

## Mitarbeiter
- Jani Allan